# Büro-870
Büro-870 (Englisch Office-870, auch M-870; M steht für 'Munti', Khmer für Büro) war eine Telegrammadresse der Roten Khmer in Kambodscha vor und während ihrer Herrschaft. Viele Befehle und Anweisungen des Herrschaftsapparats wurden über diese Adresse versendet. Für die Genozid-Forschung und für das Rote-Khmer-Tribunal ist es wichtig zu wissen, wer sich zu welchem Zeitpunkt hinter dieser Telegrammadresse verbarg.
Bis heute ist nicht abschließend geklärt wer sich hinter dieser Telegrammadresse verbarg. Der Genozidforscher David P. Chandler vermutete, es habe sich dabei um die Adresse des Büros von Pol Pot gehandelt, bzw. um Pol Pot selber. Der Experte Philip Short dagegen meinte, es handelte sich bei der Adresse M-870 um die des Politbüros des Zentralkomitees der Kommunistischen Partei Kampucheas. Die beteiligten Funktionäre der Roten Khmer wurden mit Absicht im Unklaren gelassen, wer sich hinter der Telegrammadresse wirklich verbarg. Das Fernmeldewesen der Roten Khmer war zentral organisiert. Primär wurden verschlüsselte Telegramme über Telegrafenleitungen oder Funk eingesetzt, um Befehle und Instruktionen an Zonen, Distrikte und Bezirke zu versenden und Berichte und Statusmeldungen von diesen zu empfangen. Die Nachrichten wurden per Boten von der Regierungseinrichtung K-1 in Phnom Penh an die Regierungsstelle K-18 in der Sothearos-Schule in Phnom Penh gebracht, dort verschlüsselt und versendet. Umgekehrt wurden Nachrichten von K-18 empfangen, entschlüsselt und per Boten an K-1 ausgeliefert. Den Absendern von Berichten und Empfängern von Instruktionen war nicht bekannt, welche Personen sich hinter der Telegrammadresse verbargen. Auch das Rote-Khmer-Tribunal konnte nicht abschließend klären, wer sich hinter der Telegrammadresse verbarg. Auch gibt es Vermutungen, dass Sua Vasi oder Khieu Samphan die Telegrammadresse im Auftrag des Politikbüros des Zentralkomitees nutzten. Des Weiteren wurde eine weitere Adresse K-870 (K steht für Karilayai) verwendet, um Befehle und Anweisungen der höchsten Entscheidungsebene der Roten Khmer zu verschicken und Nachrichten zu empfangen. Die Adresse wird Sim Son zugeordnet. Die Aufgaben konnten vom Rote-Khmer-Tribunal nicht genau ermittelt werden. Klar ist aber, dass es sich bei K-870 und M-870 um verschiedene Empfänger handelte. Bekannt ist, dass es sich bei K-1 (Karilayai-1) um die Residenz von Pol Pot in Phnom Penh handelte. K-18 war der Code für das zentrale Telegrafenbüro der Roten Khmer in Phnom Penh. Die Informationen über das Funk- und Fernmeldewesen der Roten Khmer basieren auf den Aussagen von Norng Sophang, welcher ab 1975 die Verschlüsselungsstelle der Roten Khmer in der Sothearos-Schule (K-18) leitete. Er sagte aus, dass aus Geheimhaltungsgründen keine Klarnamen im Telegrammverkehr verwendet wurden und dass Telegrammadressen der Zentrale der Roten Khmer immer die Nummer 870 enthielten.
Philip Short zeichnete in seinem Buch Pol Pot: The History of a Nightmare ein Gebäude in der Nähe des Königspalast als „Central Committee Building (870)“ in seinen Stadtplan von Phnom Penh ein. Laut Plan befand sich das Büro 870 neben der Silberpagode direkt am Ufer des Mekong.